# The Brazen Beauty
The Brazen Beauty is een Amerikaanse filmkomedie uit 1918 onder regie van Tod Browning. De film is wellicht zoekgeraakt.

## Verhaal
Jacala Auehli is een plattelandsmeisje uit Montana. Ze erft het fortuin van haar vader en trekt ermee naar New York. De rijkelui in Manhattan kijken neer op de ongeremde, vrijpostige Jacala. Dan maakt ze kennis met de pretentieloze Kenneth Hyde.

## Rolverdeling
| Acteur             | Personage            |
| ------------------ | -------------------- |
| Priscilla Dean     | Jacala Auehli        |
| Gertrude Astor     | Augusta van Ruysdael |
| Thurston Hall      | Kenneth Hyde         |
| Katherine Griffith | Tante Ellen          |
| Alice Wilson       | Kate Dewey           |
| Leo White          | Tony Dewey           |
| Hans Unterkircher  | Bruce Edwards        |
| Rex De Rosselli    |                      |